# Emma von der Normandie

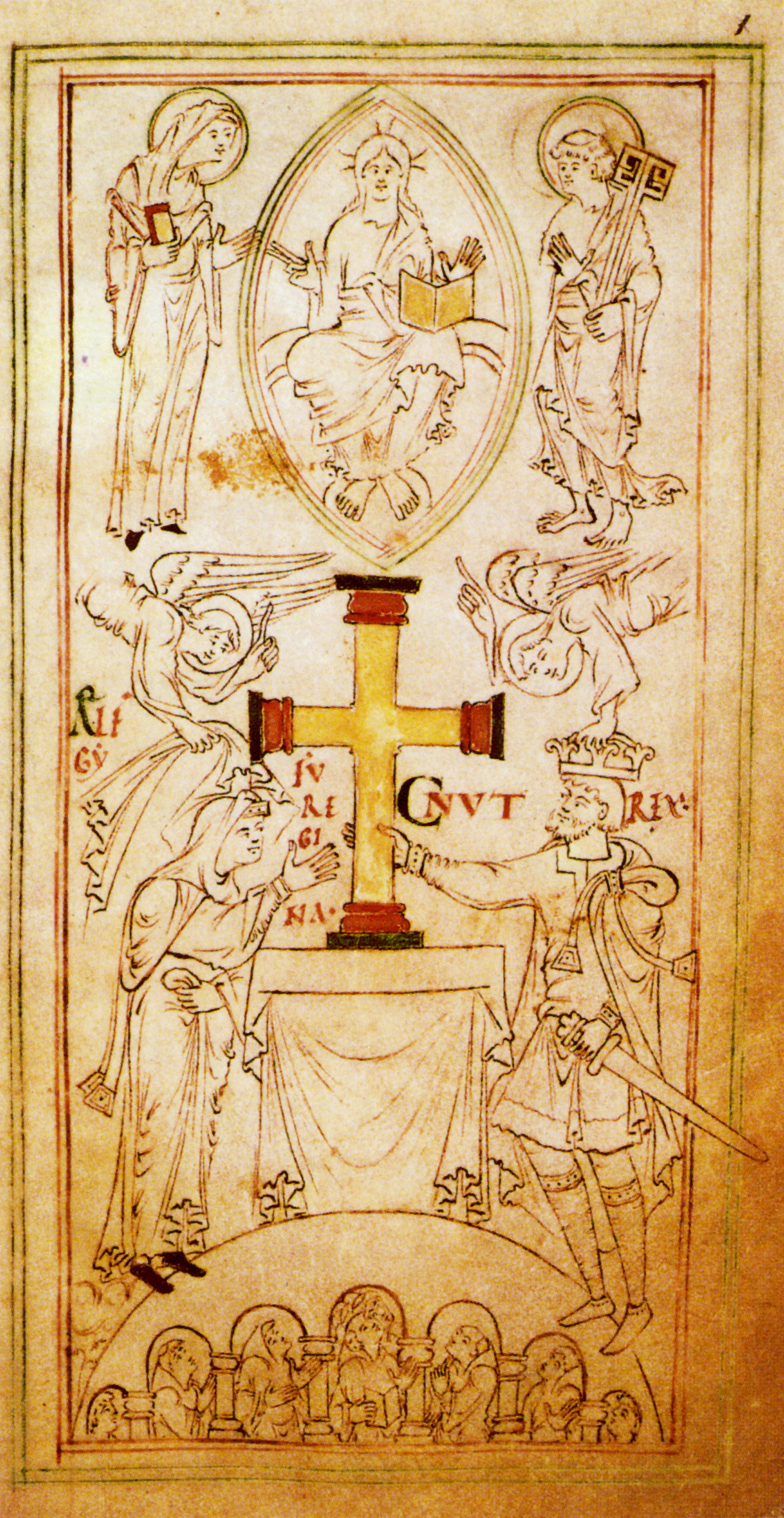
Knut und Emma (mit ihrem angelsächsischen Namen Ælfgifu), Darstellung im The New Minster Liber Vitae, New Minster (Winchester), 1031, Aufbewahrung in der British Library, MS Stowe 944.

Emma von der Normandie (Ælfgifu in englischen Urkunden, * um 984; † 6. März 1052) war eine normannische Adelige, die als Ehefrau von König Æthelred und anschließend von Knut dem Großen zweimal Königin von England war.
Emma war die Tochter von Herzog Richard von der Normandie und dessen Ehefrau Gunnora. Durch ihre Verheiratung mit dem englischen König Æthelred war sie englische Königin von 1002 bis 1016 (nur unterbrochen von der kurzen Herrschaft des dänischen Königs Sven Gabelbart auf dem englischen Thron). Als Æthelred 1016 starb, eroberte Sven Gabelbarts Sohn Knut England und heiratete Æthelreds Witwe Emma. Während und nach Knuts Herrschaft war Emma eine aktive Figur in englischer Politik, auch während der Herrschaft ihrer Söhne Hardiknut und Eduard als Könige von England. Emma ist ferner die zentrale Figur im Encomium Emmae Reginae, einer von ihr in Auftrag gegebenen Schrift über englische Geschichte und Politik im 11. Jahrhundert. Emma starb 1052 und wurde in Winchester neben ihrem zweiten Ehemann Knut begraben.

## Leben

### Familie
Emma war die Tochter Richards I. von der Normandie und dessen zweiter Ehefrau Gunnora. Emma war eins von wenigstens sieben Kindern des Paars. Emmas genaues Geburtsdatum ist nicht überliefert, aber aufgrund ihrer Heiratsdaten und der Geburtsdaten ihrer Kinder muss Emma in den 980er Jahren geboren worden sein. Emma stammte väterlicherseits aus einer Familie, die ihre Herkunft mit Herzog Rollo, dem Begründer der heutigen Normandie, auf Wikinger zurückverfolgen konnte. Ihre Mutter Gunnora war außerdem dänischer Abstammung.
Emmas Bruder Richard II. verhandelte mit dem englischen König Æthelred II. über eine Heirat Æthelreds mit seiner Schwester. Für beide Parteien, die normannische Familie und für den englischen König, hatte die Verbindung Vorteile: Richard war nach dem Tod seines Vaters erst kürzlich zum Herzog der Normandie aufgestiegen und suchte durch eine geschickte Heiratspolitik seine Stellung zu festigen. Der englische König Æthelred wollte mit einer Heiratsverbindung die Normandie als wichtigen Bündnispartner gegen die Wikinger gewinnen, die seit Ende des 10. Jahrhunderts regelmäßig in England einfielen und bisher die Normandie als Basis zur Überwinterung und für den Handel mit ihrer Beute nutzten.

### Heirat und Ehe mit Æthelred
Emma heiratete Æthelred 1002. Für Æthelred war dies die zweite Ehe; Historiker schätzen, dass Æthelred etwa 20 Jahre älter als die kaum erwachsene Emma war. Aus erster Ehe mit Ælfgifu, Tochter des Earl Thored von Northumbria, hatte Æthelred bereits mehrere Söhne. Als Teil der verhandelten Heiratsbedingungen erhielt Emma als Wittum von Æthelred Rutland, Teile von Winchester, einen Teil von Rockingham Forest in Northamptonshire und Exeter, eventuell auch noch Amesbury und Wantage. Umgekehrt hat Emma Land in der Normandie als Mitgift in die Ehe eingebracht. Auch wenn keine historischen Quellen dafür existieren, gehen Historiker davon aus, dass Emma auf Richards Wunsch als Königin in einer kirchlichen Zeremonie gekrönt, geweiht und gesalbt wurde, vermutlich in der Kathedrale von Canterbury. Mit der Heirat nahm Emma einen angelsächsischen Namen an, Ælfgifu.
Emma und Æthelred hatten zwei Söhne, Alfred Ætheling, den späteren König Eduard (III.) den Bekenner, und eine Tochter, Godgifu. Die zweite Ehe Æthelreds mit Emma warf die Frage auf, ob ihre oder die Söhne aus Æthelreds erster Ehe später in der Thronfolge den Vorrang haben sollten. Auch wenn eine spätere Quelle behauptet, dass Æthelred seine erstgeborenen Söhne zugunsten von Emmas Söhnen aus der Thronfolge ausschließen wollte, deutet sonst jedoch nichts darauf hin.
1012 (eventuell anlässlich der Geburt ihres ältesten Sohnes, Alfred) erhielt Emma den Teil von Winchester, auf dem sie später ein Haus bauen sollte, das Anwesen namens Godbegot (‚gutes Geschäft‘), denn dieses Stück Land war von Steuern befreit. Emmas Haus lag nahe zur königlichen Residenz in der Stadt und zum New Minster.
Auch während der Ehe von Emma und Æthelred gingen die Angriffe der dänischen Wikinger auf England weiter und kulminierten schließlich in der Eroberung Englands durch Sven Gabelbart 1013, der sich als englischer König ausrufen ließ. Emma und ihre Kinder suchten Zuflucht am Hof ihres Bruders in der Normandie, wohin ihnen später Æthelred folgte. Nach Sven Gabelbarts Tod 1014 kehrte die Familie nach England zurück, wo Æthelred bis zu seinem eigenen Tod 1016 weiter regierte.

### Ehe mit Knut dem Großen
Nach Æthelreds Tod 1016 entbrannte zwischen Sven Gabelbarts Sohn Knut und Edmund Ironside, dem ältesten überlebenden Sohn von Æthelred aus erster Ehe, ein Kampf um die Vorherrschaft. Zunächst wurde England für kurze Zeit geteilt, doch nachdem Edmund starb, übernahm Knut Ende des Jahres 1016 die Herrschaft über ganz England. Mit der Eroberung Englands gelang es Knut, ein anglo-skandinavisches Großreich zu schaffen, das England, Dänemark und später auch Norwegen umfasste. Emma befand sich während der Auseinandersetzungen um die Vorherrschaft in England sehr wahrscheinlich im belagerten London, während sie ihre Kinder Godgifu, Eduard und Alfred zu ihrem Schutz in die Normandie zu ihrem Bruder geschickt hatte.
1017 heiratete Knut Emma, wohl auch um durch die Ehe mit der Witwe Æthelreds seinen Anspruch auf den englischen Thron zu festigen. In der von Emma beauftragten Schrift, Encomium Emmae Reginae, wird beschrieben, wie Knut nach einer passenden Braut für sich suchte und Botschaften und Geschenke an Emma in die Normandie schickte, die schließlich einwilligte, Knuts Ehefrau zu werden. Die Angelsächsische Chronik hingegen schreibt lediglich im Eintrag für das Jahr 1017, dass Knut befahl, Emma „als Königin für ihn zu holen“. Heutige Historiker halten es für unplausibel, dass Emma wie im Encomium beschrieben, sich 1017 in der Normandie befand, und dass Knut sie umwarb. Es ist vielmehr wahrscheinlicher, dass Emma sich in London befand, vermutlich als Gefangene, und gezwungen war, Knut zu heiraten. Vermutlich kam diese Entwicklung für sie auch nicht überraschend, denn im Europa des 11. Jahrhunderts war es durchaus üblich, dass Eroberer die Witwen ihrer Vorgänger heirateten.
Für Knut war Emma die zweite Frau. Er war mit Ælfgifu von Northampton, einer Angehörigen einer angelsächsischen Adelsfamilie aus dem Norden Englands, bereits eine Verbindung eingegangen, wobei unklar ist, ob diese etwa offiziell durch eine kirchliche Trauung legitimiert wurde. Aus der Verbindung stammten seine Söhne Sven und Harald. Es ist nicht klar, ob diese Verbindung endete, weil Knut Ælfgifu verstieß. Dagegen spricht, dass Ælfgifu weiterhin in England verblieb und später als Regentin für ihren Sohn Sven in Norwegen eingesetzt wurde.
Aus der Verbindung zwischen Knut und Emma entstammte der spätere König Hardiknut sowie eine Tochter, Gunhild. Heutige Historiker vermuten, dass Knut und Emma während Knuts Regierungszeit ein gutes Arbeitsverhältnis hatten, davon zeugen Urkunden Knuts, in denen Emma erwähnt wird oder als wichtige Zeugin direkt an zweiter Stelle in den Zeugenlisten auftaucht. Auf Emmas Anregung könnte auch die feierliche Verlegung der Gebeine von Bischof Ælfheah 1023 von London nach Canterbury zurückzuführen sein und damit die Ehrung des von Wikingern ermordeten Bischofs als Märtyrer und Heiliger. Bei kaum einer früheren Königin war die Dominanz am Königshof und die Anerkennung ihrer Rolle so groß wie bei Emma, schreiben heutige Historiker.
Während Knuts Herrschaftszeit tat sich Emma auch als Gönnerin und Förderer kirchlicher Einrichtungen hervor, so etwa für die Kirche Christ Church in Canterbury, der sie unter anderem in ihrem eigenen Namen ein kostbares Altartuch, einen goldenen Kelch und ein mit Gold verziertes, illustriertes Evangelienbuch schenkte. Die bekannteste Schenkung von Emma und Knut ist jedoch ein goldenes Kreuz für das New Minster in Winchester, was im Liber Vitae des New Minster schriftlich und bildlich festgehalten ist.

### Königswitwe
Als Knut 1035 starb, begann ein erneuter Kampf um die Nachfolge. Zum Zeitpunkt von Knuts Tod befand sich nur einer seiner Söhne, Harald, ein Sohn Ælfgifus von Northampton, in England. Knut hatte noch zu Lebzeiten seinen Sohn Hardiknut zum Regenten von Dänemark ernannt und seinen Sohn Sven zusammen mit seiner Mutter Ælfgifu als Regenten nach Norwegen geschickt. Hardiknut war in Dänemark militärisch gebunden und blieb dort zunächst.
Harald ergriff die Gelegenheit und beanspruchte den Thron für sich. Emma befand sich in Winchester, wo sich der königliche Schatz befand. Dorthin zog Harald zwei Wochen nach Knuts Begräbnis und nahm ihr den größten und kostbarsten Teil dieses Schatzes ab. Harald konnte jedoch nicht überall in England Unterstützung gewinnen. So einigte sich ein Treffen der Mächtigen des englischen Königreichs in Oxford kurz nach Knuts Tod auf eine Teilung des Königreichs, mit Harald im Norden (Mercia und Northumbria) und Hardiknut im Süden (Wessex). Harald sollte als Regent statt als König von ganz England agieren. Emma sollte in Winchester mit der Leibgarde Knuts, den Huscarls, verbleiben. Emma und Godwin von Wessex sollten Wessex als Regenten für Hardiknut halten, der noch in Dänemark war.
1036 war Hardiknut weiterhin in Dänemark und für Emma war es zunehmend schwieriger, den Süden Englands für Hardiknut zu halten. In dieser Situation schrieb sie wohl einen Brief an ihre Söhne aus erster Ehe, Alfred und Eduard, und bat sie um Unterstützung. Alfred und Eduard kamen getrennt mit unterstützenden Truppen in England an. Alfred wurde nach der Landung gefangen genommen und geblendet, an den Folgen der Blendung verstarb er unmittelbar. Eduard zog sich nach Alfreds Tod rasch wieder in die Normandie zurück. Emmas Brief und seine Konsequenzen sind sowohl von zeitgenössischen Beobachtern als auch von heutigen Historikern sehr unterschiedlich bewertet worden. Nach Emmas Darstellung im Encomium war der Brief eine Fälschung und eine Falle, mit der Harald ihre Söhne nach England locken und letztlich töten wollte. Heutige Historiker halten es für möglich, dass der Brief echt gewesen sei und Emma im Encomium mit der Geschichte einer Fälschung die Schuld an Alfreds Tod auf Harald lenken wollte. Auch denkbar ist, dass kein Brief existierte, aber die Söhne Emmas ihrer Mutter zu Hilfe eilen wollten, woraus sich die anschließende Tragödie ergab, mit der Emma nicht assoziiert werden wollte. Für heutige Historiker steht sehr wahrscheinlich, dass einer der mächtigen Männer Englands, Godwin von Wessex, Harald bei seinen Plänen zur Ermordung Alfreds unterstützte.
Am Ende errang Harald die Macht über ganz England, auch weil Hardiknut zu lange in Dänemark verweilte. Emma ging 1037 bis 1040 ins Exil nach Flandern. Nach Haralds Tod 1040 kehrte sie gemeinsam mit Hardiknut und einer Eroberungsflotte nach England zurück, wo Hardiknut als Thronfolger Haralds akzeptiert wurde. Vermutlich sorgte Emma auch für einen Ausgleich zwischen dem König und seinem älteren Halbbruder Eduard, der ab 1041 an der Herrschaft beteiligt wurde und 1042 nach Hardiknuts Tod König von England wurde.

### Einfluss als Königsmutter und Entmachtung
Während Hardiknuts Regierungszeit und zu Beginn der Herrschaft Eduards muss Emma am Königshof einigen Einfluss ausgeübt haben: In Zeugenlisten in königlichen Urkunden taucht ihr Name als mater regis (dt. ‚Mutter des Königs‘) direkt nach dem Namen des Königs auf. Dies sollte sich ändern, als Eduard sie entmachtete: 1043 Eduard kam mit seinen Earls Godwin, Leofric und Siward zu ihrer Residenz in Winchester und zog große Mengen ihrer kostbaren Besitztümer ein; nur ein kleiner Teil verblieb, um ihre notwendigen Ausgaben zu decken. Außerdem wurde ein beachtlicher Teil ihrer Ländereien in East Anglia der Kirche in Bury St Edmunds zugesprochen. Emma selbst erhielt die Anweisung, ein ruhiges Leben in Winchester zu führen.
Für die Entmachtung Emmas wurden verschiedene Gründe genannt: Zeitgenössische Chronisten behaupteten, dass Emma ihrem Sohn Eduard Land und Schätze vorenthalten hätte und dass sie sich zu wenig für ihn vor und während seiner Herrschaft als König eingesetzt hätte. Eine Generation später wurde ihr unterstellt, sie wollte Magnus von Norwegen bei einer Invasion Englands unterstützen. Noch später verwies der Chronist Wilhelm von Malmesbury in seinen Schriften wiederum auf ein angeblich belastetes Verhältnis zwischen Mutter und Sohn, aber er meinte auch, dass sie ungerechtfertigt Schätze angesammelt habe.
Mutter und Sohn versöhnten sich zwar 1044 wieder, aber es gibt nach 1045 keine weiteren Hinweise auf ihre Aktivitäten mehr. Vermutlich lebte Emma bis zu ihrem Tod in Winchester.

### Tod und Begräbnis

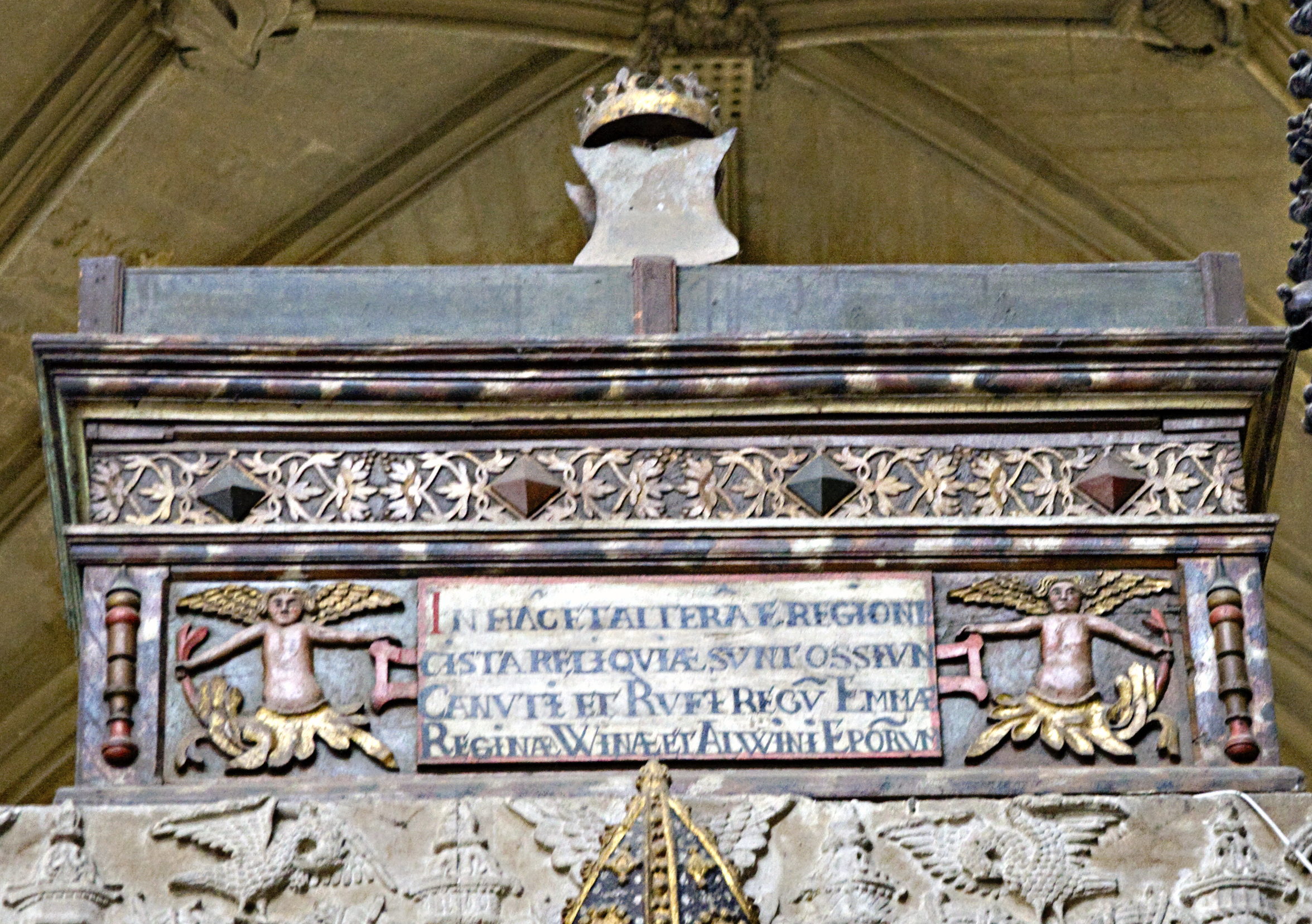
Leichentruhe von Winchester Cathedral, Winchester, England, die vermutlich unter anderem die Gebeine von Emma und Knut enthält

Emma starb am 6. März 1052 in Winchester. Sie wurde im Old Minster von Winchester neben ihrem zweiten Ehemann Knut begraben.
1093 wurden Emma und Knut umgebettet, denn das Old Minster wurde abgerissen, um der Erweiterung des New Minster in Winchester weiter Platz zu machen. Angehörige des Königshauses und Bischöfe wurden hinter dem Schrein von Swithun von Winchester beerdigt. Diese Grabstätte Emmas erfuhr während des englischen Bürgerkriegs (1642–1651) erheblichen Vandalismus, denn die parlamentarischen Truppen plünderten die vorhandenen Leichentruhen und nutzten die Knochen von Königen, Königinnen und Bischöfen, um auf die Fenster zu werfen und die Scheiben einzuschlagen, die sie mit ihren Gewehrkolben nicht erreichen konnten. Die Knochen waren nach dem Vandalismus über den Boden der Kathedrale verstreut und wurden willkürlich auf die vorhandenen Leichentruhen wieder verteilt.
Seit 2012 werden die Leichenkisten wissenschaftlich untersucht. Dabei ist unter den Knochen ein Set für das Skelett einer älteren Frau identifiziert worden, die Emma gewesen sein könnte. Weitere wissenschaftliche Untersuchungen, auch DNA-Tests, sollen zusätzliche Erkenntnisse bringen.

## Encomium Emmae Reginae
Eine Hinterlassenschaft Emmas und wichtige, wenn auch einseitige Quelle für ihr Leben und ihre Zeit ist die Schrift Encomium Emmae Reginae. Diese Schrift, von Emma in Auftrag gegeben und von einem Mönch aus ihrem Haushalt verfasst, beschreibt die Ereignisse von Sven Gabelbarts Eroberung Englands über die Regierungszeit von Knut (einschließlich seiner die Heirat mit Emma) und schließlich die Zeit nach Knuts Tod: Emmas Lage unter Haralds Herrschaft und die Machtübernahmen ihrer Söhne Hardiknut und Eduard. Das Buch konzentriert sich auf die dänische Herrschaft in England, wichtige Fakten wie Emmas erste Ehe mit König Æthelred werden ausgelassen. Als Motivation für die Verfassung des Enconium sehen heutige Historiker Emmas Wunsch, für ihre Söhne Hardiknut und Eduard als rechtmäßige Könige von England zu werben.

## Nachkommen und Nachwirkung
mit Æthelred II. the Unready:
- Alfred Ætheling (um 1003–um 1036)
- Eduard der Bekenner (* 1002/5; † 5. Januar 1066), König von England
- Godgifu (Guda) († vor 1056)

mit Knut dem Großen:
- Hardiknut (* 1018; † 8. Juni 1042), König von England
- Gunhild (* 1019; † 18. Juli 1038); ⚭ 29.(?) Juni 1036 Heinrich III., deutscher König und Herzog von Bayern

Emma war somit die Frau zweier englischer Könige, die Stiefmutter zweier englischer Könige sowie die leibliche Mutter zweier englischer Könige. Zudem war sie die Schwiegermutter des deutschen Thronfolgers, des späteren Salierkaisers Heinrich III. Als Tochter Herzog Richards I. von der Normandie und Schwester Herzog Richards II. von der Normandie war sie die Großtante Wilhelms des Eroberers, woraus dieser aufgrund seiner engen Verwandtschaft zu Eduard dem Bekenner unter anderem dynastische Ansprüche auf die englische Königskrone ableitete, die 1066 zur normannischen Invasion Englands führten.

## Rezeption

### Rezeption in Geschichtsschreibung und historischer Forschung

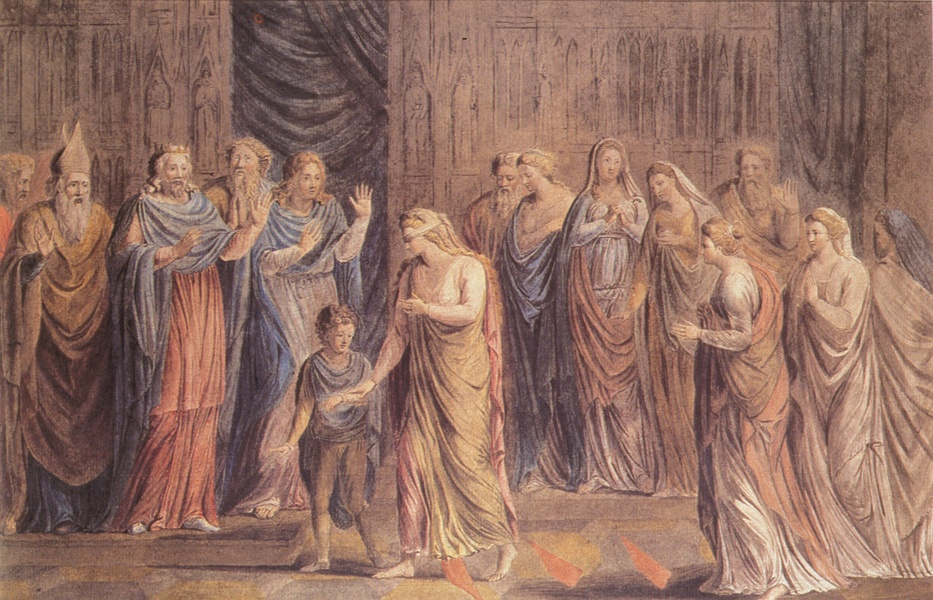
The Ordeal of Queen Emma, Gemälde von William Blake

Emmas Bild in zeitgenössischer Schreibung schwankt zwischen Heiliger und macht- und raffgieriger Person:
Thietmar von Merseburg gibt in seiner Chronik eine verworrene Version der Ereignisse während der Belagerung Londons durch Knut wieder. Nach Thietmar war Emma nach sechs Monaten Belagerung bereit, einen Frieden unter Bedingungen auszuhandeln, darunter die Stellung von Geiseln und die Tötung ihrer Söhne Alfred und Edgar. Thietmars Darstellung deutet darauf hin, dass sich Emma auf dem europäischen Kontinent einen Ruf als herzlose und unbeugsame Figur erworben hatte.
Emmas Heirat mit Knut wurde in der Normandie mit Verwirrung und Ablehnung entgegengenommen: Ein satirisches Gedicht mit dem Titel Semiramis verglich die Ehe mit der Vereinigung einer Hurenkönigin mit einem Stier.
Auch Emmas Entmachtung durch Eduard war schnell der Stoff für Legenden: Wilhelm von Malmesbury schrieb im 12. Jahrhundert über die Ereignisse, dass Emma nach Meinung des Volkes als besonders raffgierig gesehen wurde, die Reichtümer anhäufte, ohne den Armen zu geben. Er deutete an, dass er selbst sie als heilig und wohltätig sehe, aber es im Volk als richtig betrachtet würde, dass die scheinbar niederträchtige Königsmutter ihrer Reichtümer beraubt würde. Eine noch wildere Version von Emmas Fall verfasste Goscelin of Canterbury, nach dem Emma ihre Reichtümer nutzte, um Magnus von Norwegen zu einer Invasion in England zu bringen. Nur durch die Hilfe der Heiligen St. Mildreth in Canterbury kann Emma das Wohlwollen ihres Sohnes wiedergewinnen.
Noch phantastischer ist die Geschichte von Richard von Devizes, die als The Ordeal of Queen Emma bekannt geworden ist und unter anderem vom Maler William Blake künstlerisch verarbeitet wurde. In dieser Geschichte wird Emma beschuldigt, ein sexuelles Verhältnis mit Bischof Aelfwine von Canterbury gehabt zu haben. Emma kann sich von diesem Vorwurf durch ein Gottesurteil reinwaschen: Vor dem Old Minster in Winchester läuft sie mit bloßen Füßen über neun glühende Pflugscharen. Mit dem Beistand des Heiligen Swithun von Winchester gelingt es ihr, den Test unverletzt zu bestehen.
In ihrer selbst beauftragten Schrift, dem Encomium Emmae Reginae, dagegen wird Emmas Handeln überwiegend in einem positiven Licht gezeichnet und Emma als schöne und weise Königin dargestellt.
In der heutigen historischen Forschung ist Emmas Bild differenzierter. So wird auf ihren eingeschränkten Spielraum bei der Heirat mit Knut hingewiesen, gleichzeitig wurde herausgearbeitet, dass Emma wohl eine der mächtigsten Königinnen und Königsmutter seit Eadgifu von Kent gewesen sein dürfte. Emma hat auf der Basis der Rollen als Königin, Königswitwe und Königsmutter „eine der größten politischen Karrieren des 11. Jahrhunderts“ aufgebaut.

### Emma in der Populärkultur
Emma ist seit den 2010er Jahren auch in der Popkultur entdeckt worden. So ist Emma die Hauptperson im Roman The Forever Queen von Helen Hollick und in der Romantrilogie von Patricia Bracewell (Shadow on the Crown (2013), The Price of Blood (2015) und The Steel Beneath the Silk (2021)). Emma von der Normandie ist ferner eine Figur in der Netflix-Serie Vikings: Valhalla, die an die Serie Vikings anschließt und unter anderem die Ereignisse in England des 11. Jahrhunderts erzählt. Emma wird von der Schauspielerin Laura Berlin dargestellt.